# Rudaki (Tadżykistan)
Rudaki (pers. ‏رودکی‎, tadż. Рӯдакӣ) – miejscowość i dżamoat w zachodnim Tadżykistanie, położone w wilajecie sogdyjskim w dystrykcie Pandżakent. Dżamoat zamieszkuje 15 039 osób. Miejscowość, która niegdyś należała do Persji jest miejscem narodzin Rudaki, perskiego poety.